# Pseudosuberites lobulatus
Pseudosuberites lobulatus är en svampdjursart som först beskrevs av Claude Lévi 1961.  Pseudosuberites lobulatus ingår i släktet Pseudosuberites och familjen Suberitidae.
Artens utbredningsområde är Vietnam. Inga underarter finns listade i Catalogue of Life.